# Кирилівська церква (Галич)
Кирилівська церква, церква Кирила і Мефодія — неіснуюча споруда давньоруської доби, побудована у XII або XIII ст., що знаходилась коло дитинця давнього Галича. Фундаменти споруди виявлені наприкінці ХІХ століття. Була зразком традиційної галицької архітектури, що поєднувала візантійські принципи організації сакрального простору із білокам'яною кладкою і романськими будівельно-декоративними прийомами.

## Історія досліджень
У 1882 році при північній межі місцевості "Діброва" Л.Лаврецький та І.Шараневич виявили масивні фундаменти чотиристовпної триапсидної кам’яної церкви. Ю.Захарієвич після обмірів фундаментів зробив спробу реконструкції плану пам’ятки на рівні стін. Початково вчені вважали будівлю рештками літописного Успенського собору. На початку XX століття пам’ятку повторно в кількох місцях розкрив Й.Пеленський і опублікував після цього дещо відмінний план фундаментів. На підставі топоніму «Кирилівка» дослідник назвав церкву Кирилівською і вважав її монастирським храмом. У 1981-84 роках руїни поблизу "Діброви" втрете досліджував загін Галицької археологічної експедиції зі Львова. Загальні розміри пам'ятки в плані – 15,15:20,20 м. Ширина фундаментів стін становить від 1,7 м до 2,6 м. Один з підкупольних стовпів має фундаментну подушку з розмірами 3,1:3,2 м в плані. Глибина фундаментів стін 1,4 м, а стовпів – 2,0 м. Конструкція основи будівлі виконана надзвичайно акуратно, подібно як у попередній пам’ятці, регулярними рядами річкового каменю на глині, а також на вапняно-піщаному розчині з домішками деревних вугликів і горілої глини.

## Архітектура

Реконструкція зовнішнього вигляду храму (Reach Studio)

Загальні розміри фундаментів Кирилівської церкви у плані разом із виступами становлять 15.15x20.20 м, а без виступів-14.5 х 19.8 м. Відтак план побудовано на основі квадрату зі стороною 14.5 м. Фундаментні подушки підбанних опор розплановані центрично і лежать на діагоналях згадуваного квадрату. Вони різні за обрисами й розмірами. Східна пара стовпових фундаментів масивніша за західну, що може підтверджувати розрахунок більшого навантаження на східні підбанні опори. Центри апсидних дуг розташовуються на одній прямій, яка, подібно як у церкві на Цвинтариськах, висувається за межі квадратного хрестобанного ядра будівлі. Фундаменти апсид вужчі за основи зовнішніх стін, що спостерігається також у церквах на "Цвинтариськах" і Пантелеймона. Винятковою особливістю Кирилівської церкви з-поміж усіх галицьких об’єктів є два звернені до центральної нави виступи при міжапсидних стінах, які були, очевидно, основою для виділеної вівтарної арки. Подібні виступи притаманні досить широкому колу церков інших архітектурних шкіл Київської Русі, які пов’язують із вежеподібними формами споруд і зараховують до нового стилістичного напрямку в архітектурі княжої доби кінця XII - початку XIII ст. Західний мур, як у церкві Пантелеймона, ширший за суміжні південний та північний фундаменти, що викликано конструктивними міркуваннями - для врівноваження маси західної частини зі східними апсидами. Питання наявності у споруді хорів (емпори), а також внутрістінних сходів у західному мурі залишається відкритим. Широкий виступ фундаменту перед головним західним порталом влаштовано пізніше за конструкцію основи західного муру, на що вказує виразний шов. Однак, оскільки техніка мурування виступу принципово не відрізняється від первісного фундаменту і в матеріалі не простежується окришин вапняка, можна припускати, що виступ спорудили ще до будівництва наземної частини. Він засвідчує наявність перспективного порталу з висуненим назовні обрамленням, подібно, як у церкві Пантелеймона та храмі у Василеві.
Ще однією відмінною конструктивною особливістю фундаментів Кирилівської церкви є зовнішні виступи, призначені для опирання лопаток або пілястрів стін. За цією особливістю об’єкт слід
відносити до групи храмів вже згаданого нового стилістичного напрямку - вежеподібних церков, які характеризуються чіткими вертикальними членуваннями фасадів. Конструкція основи будівлі виконана надзвичайно акуратно регулярними рядами добірного річкового каменю. Якщо подушки підбанних стовпів зроблені виключно на глиняному розчині та лише на поверхні пролиті стяжкою розчину, то фундаменти зовнішніх мурів мають виразно шарувату структуру - в нижній частині використаний як в’яжучий глиняний розчин або темний суглинок з домішкою деревних вупшків та горілої глини, а у верхній - вапнянопіщаний розчин з такими ж домішками. Глибина заложення фундаментів стін 1.4 м, а стовпів - 2.0 м відносно верхнього обрізу конструкції. Тобто фундаменти стовпів закладені глибше і відрізняються за конструкцією від основ зовнішніх стін та апсид, як, наприклад, у церкві Пантелеймона.
Отже, за певними планувальними та конструктивними особливостями Кирилівська церква наближається до інших галицьких храмів, зокрема до церков на Цвинтариськах та Пантелеймона.
Однак, за наявністю лопаткових виступів, специфічним розплануванням апсидної частини, об’єкт знаходить аналогії серед групи вежеподібних церков кінця XII - початку XIII ст.: церкви Василія в Овручі, Михайлівська і П’ятницька у Чернігові, при гирлі Чурилівки у Смоленську.

## Час спорудження
Стратиграфічні, планувальні та будівельно-технічні особливості підмурків Кирилівської церкви дають підстави датувати пам’ятку першою половиною XIII ст. і гіпотетично “прив’язувати” її до часу князювання в Галичі або путивльських князів Володимира і Романа Ігоревичів (1206-1211), або чернігівських - Михайла Всеволодовича та його сина Ростислава (1234—1238).